# Season of the Witch (chanson)
Pour les articles homonymes, voir Season of the Witch.
Season of the Witch est une chanson du musicien écossais Donovan Leitch, dit Donovan.
Co-écrite par Donovan Leitch et Shawn Phillips, elle apparaît sur son troisième album studio, Sunshine Superman, sorti en 1966, en tant que sixième piste.

Elle est considérée comme l'une des premières chansons de rock psychédélique, comme l'écrit Lindsay Planer dans une critique pour AllMusic:
"Peu de chansons reflètent aussi parfaitement l'aube de l'ère de la pop psychédélique aussi bien que la 'Season of the Witch' de Donovan  ... Tant au niveau des paroles que de la musique, le projet de contenu langoureux et trippant une atmosphère sombre et menaçante [et] une sorte d'histoire sinistre de paranoïa et de paranormal".

## Musiciens
Outre le chant de Donovan, il est probable que le bassiste soit Bobby Ray, le batteur "Fast" Freddie Hoh, et l'organiste Lenny Maitlin.
Le morceau est surtout connu pour l'apport très probable de Jimmy Page, pas encore alors guitariste du groupe de rock Led Zeppelin. Par ailleurs, Jimmy Page collabore sur d'autres morceaux de l'album Sunshine Superman, dont la chanson éponyme, qu'il joue par ailleurs en live avec Donovan en 2011. On note également la participation à la guitare de Donovan et de Don Brown.

## Composition
Donovan explique dans son autobiographie comment il a composé le riff principal du morceau :
J'ai joué sur une guitare électrique Fender Telecaster blanche sur "Witch", écrasant le motif d'accords, hurlant un refrain effrayant. Une septième majeure avec un sol ouvert, à D 9ème avec une basse en sol bémol (accord de Bert Jansch). Le riff est à l'état pur.

## Reprises
Season of the Witch a été reprise de nombreuses fois, notamment par Vanilla Fudge, Terry Reid et Julie Driscoll.
Elle est aussi reprise en live par Robert Plant, ex-chanteur de Led Zeppelin, avec ses groupes The Priory of Brion et Strange Sensation. 
La chanteuse Lana Del Rey en a également fait une reprise pour la bande originale du film d'horreur Scary Stories to Tell in the Dark, en 2019.

## Utilisations
En 2010, Season of the Witch a également été utilisée pour la publicité du Windows Phone 7.
En 2018, la chanson est choisie comme générique de début de la série Britannia.